# Cheilopogon melanurus
Cheilopogon melanurus är en fiskart som först beskrevs av Valenciennes, 1847.  Cheilopogon melanurus ingår i släktet Cheilopogon och familjen Exocoetidae. Inga underarter finns listade i Catalogue of Life.